# Борщовый пояс

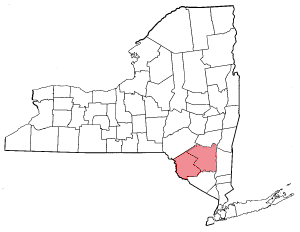
Территория на карте штата

Борщо́вый по́яс (англ. The Borscht (Borsch) Belt) — разговорный вариант названия отелей и курортной области, расположенных в США в штате Нью-Йорк в горных районах Катскилл, Адирондак, Поконо и Беркшир-Хилс. В 1920—1960-е годы такие округа, как Салливан, Ориндж, Алстер, были популярными летними курортами для американских евреев. Отели «Борщового пояса» повлияли на моделирование курортов Майами-Бич и, позднее, Лас-Вегаса, а его сценические подмостки иногда называют «родиной» американского шоу-бизнеса. Курорты были популярны с конца XIX века, а в середине XX пришли в упадок, многие отели стали закрываться, последние закрылись в 1990-х годах.

## Название
Название происходит от борща, популярного среди еврейских и славянских иммигрантов. Название представляет собой аналог разговорных названий других регионов США (таких, как Библейский пояс и Ржавый пояс).

## История
В период с 1880 по 1924 год более 2 млн евреев, в основном из Восточной Европы, иммигрировали в США. Большинство выбрали местом жительства Нью-Йорк. Из-за близости к Нью-Йорку и относительно дешёвой земли, нижние Катскиллы, особенно долина реки Неверсинк в округе Салливан, были привлекательны своей природой и доступностью. В 1883 году семья Флейшманов, евреев венгерского происхождения, купила 60 акров земли в Гриффинс-Корнерсе (англ. Griffin's Corners) (ныне Флейшманс), и выстроила богатые дома на севере гор Катскилл. Другие евреи покупали более дешёвые пансионаты, и вскоре близлежащие города Хантер и Таннерсвилл стали еврейскими курортами. Когда благодаря развивающейся сети железных дорог жители Нью-Йорка стали отдыхать в округе Салливан, значимость пансионатов и отелей повысилась, и они стали процветать. Появились и такие аспекты еврейской курортной индустрии, как колонии бунгало. Со временем, у гор Катскилл появился разговорный вариант названия — «Еврейские Альпы» (англ. Jewish Alps).
В первой половине XX века курортный район стал также известным местом выступления артистов. Со временем, шоу и музыкальные комедии по выходным сменились трёхактными программами. Этот район, в середине 1930-х годов, получил прозвище «Борщовая сцена» (англ. Borscht Circuit), а у курортов появилось неофициальное название «Борщовый пояс», вероятно из-за популярности употребляемого там в пищу борща. На «Борщовой сцене» выступали самые разнообразные артисты: комедианты, жонглёры, дрессировщики, иллюзионисты, гипнотизёры, акробаты, музыканты и водевильные актёры.

### «Борщовая сцена»
Необходимость развлекать своих гостей привела к появлению «общественных директоров» (англ. Social Director), которые являли собой специалистов в разных профессиях: продюсера, актёра, режиссёра, писателя, исполнителя песен и танцев, ведущего, комика, сценического дизайнера, электрика, сценариста, иногда и официанта, а после шоу они общались с гостями. Многие из таких директоров изменили свой стиль одежды, некоторые даже изменили носы, и почти все изменили свои имена. Среди таких директоров разных лет был Дэвид Каминский (Дэнни Кей), Бернард Шварц (Тони Кёртис), Джозеф Левич (Джерри Льюис) и т. д. В начале карьеры большинство работало за еду и ночлег. Театральные союзы, такие как «Американская федерация музыкантов» и «Американская гильдия артистов эстрады», потребовали впоследствии соблюдения определённых правил при найме артистов для летних курортов. У Мосса Харта остались тяжёлые воспоминания о стажировке в Катскиллах. «Социальное директорство, — писал он в своей книге „Акт первый“, — оставило во мне чувство презрения и ужаса к толпе людей, ищущей удовольствия… Наверное, моим настоящим триумфом тех летних дней стало то, что я их вообще пережил… В конце каждого сезона я худел на 15—20 фунтов и становился ещё большим мизантропом».

## Галерея
Заброшенные ныне корпуса некоторых отелей.

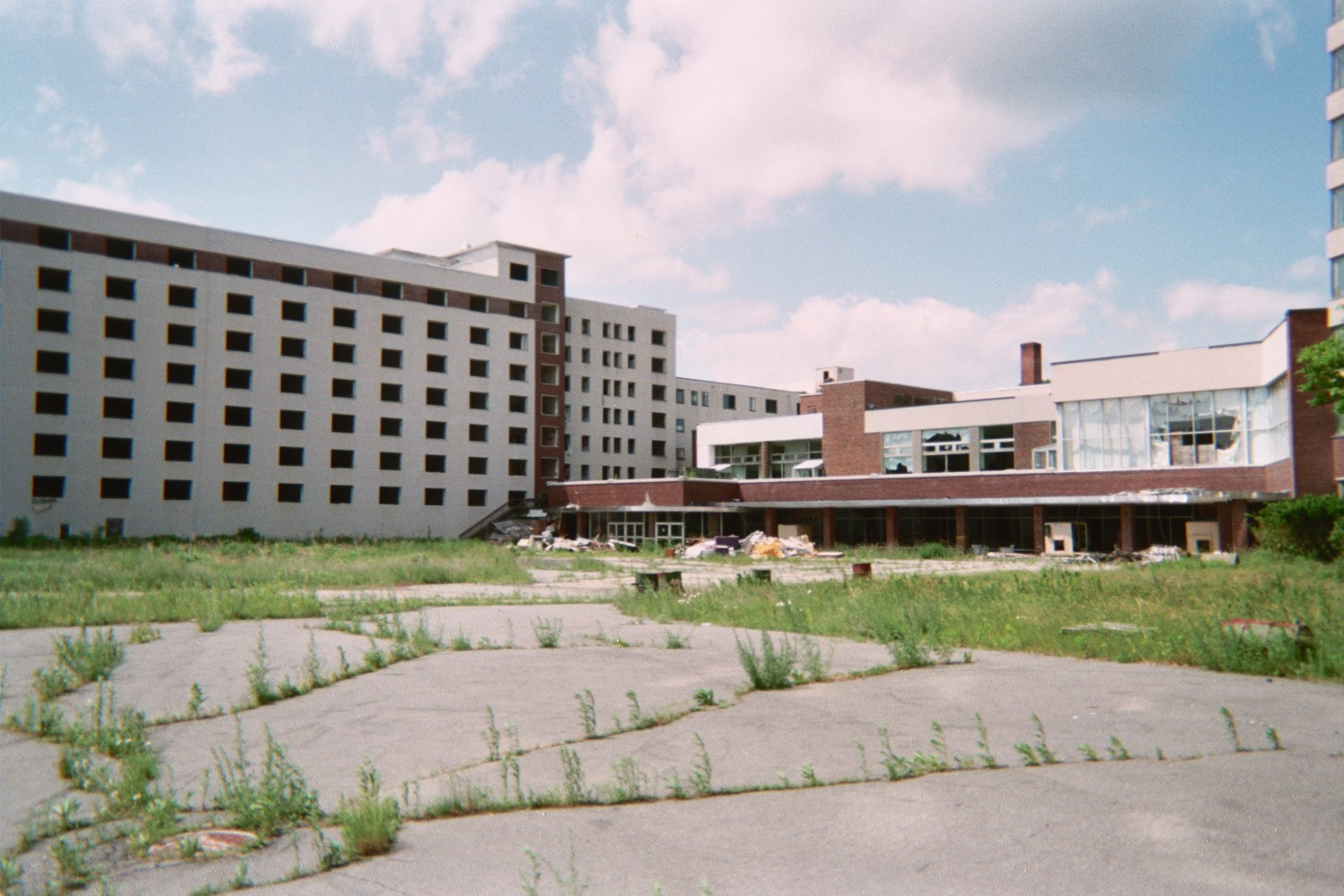
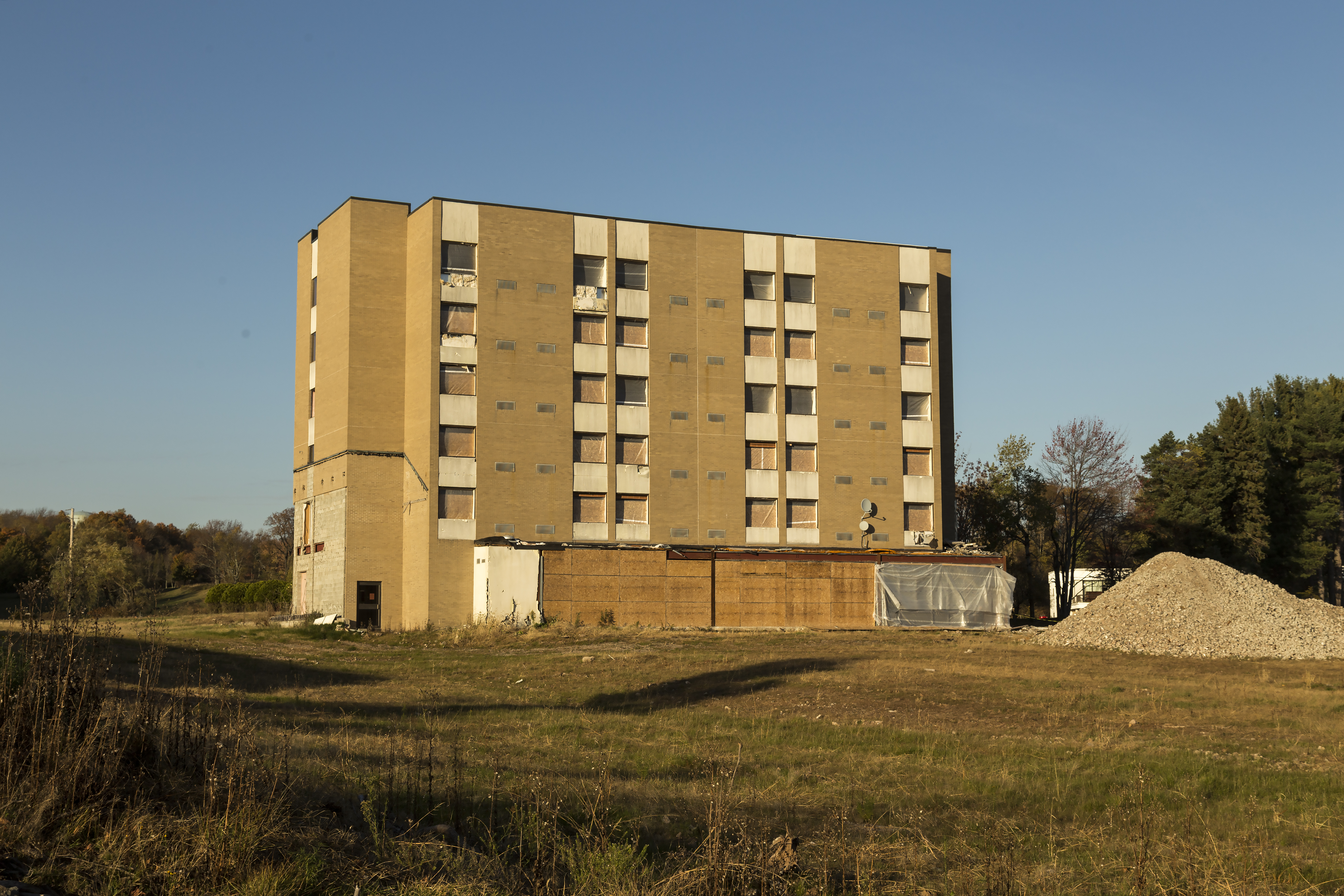
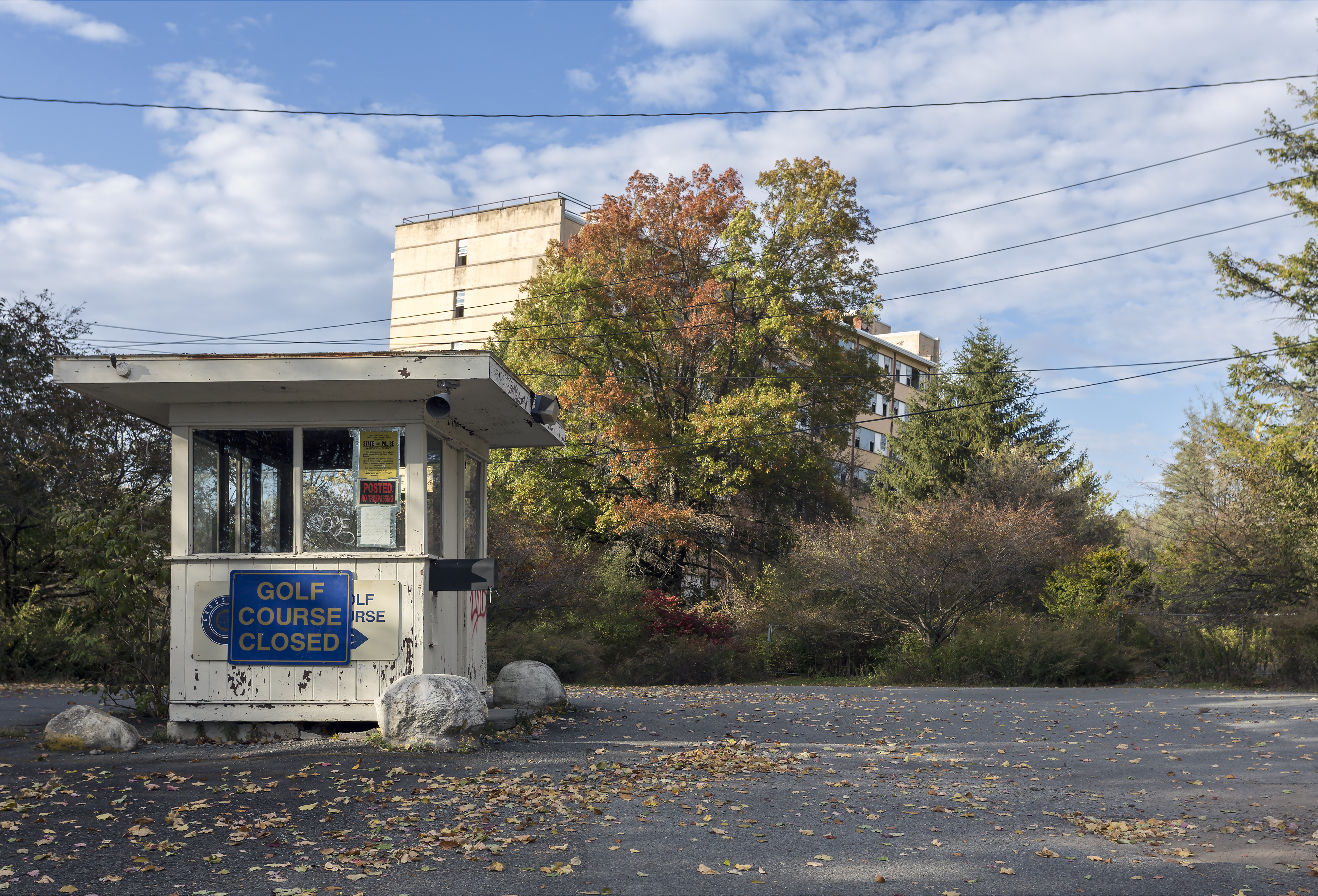
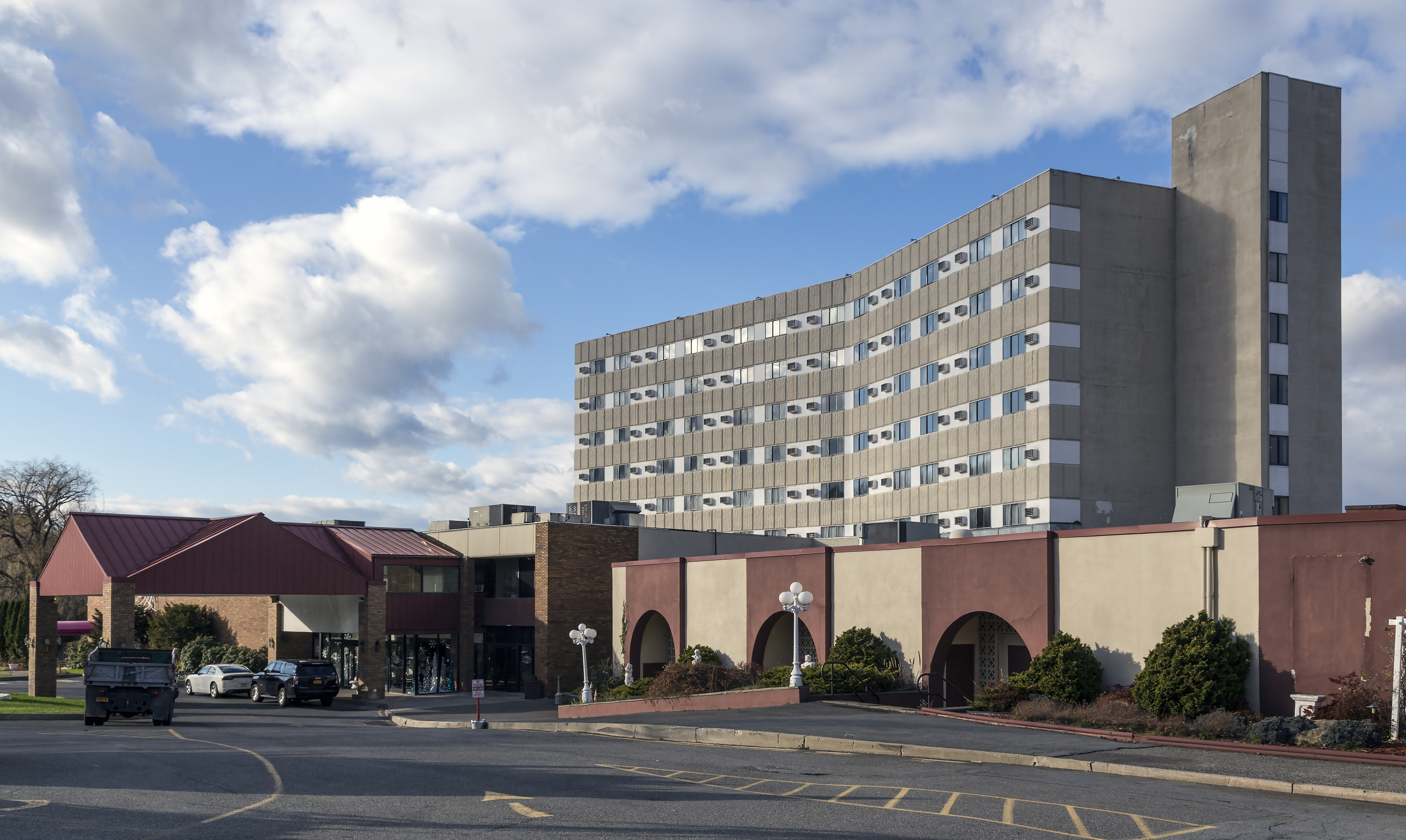

## Комментарии
1. ↑  Традиция «сцен» в США прослеживается в названии района «Читлин-Серкит» (англ. Chitlin' Circuit, букв.: «Требуховая сцена») — возникшая в первой половине XX века условная сеть театров и музыкальных заведений, где выступали негритянские артисты.
2. ↑  В США имеются и другие исторически сложившиеся «пояса»: «Солнечный пояс» на юге, характеризующийся тёплым и солнечным климатом; «Библейский пояс», занимающий несколько десятков южных штатов, где распространён протестантский фундаментализм; «Ржавый пояс» на северо-востоке, где были сконцентрированы крупные промышленные города и т.д.